# Sexualdelinquenz
Als Sexualdelinquenz gilt die Neigung zu strafrechtlich geahndetem Sexualverhalten, etwa Exhibitionismus, sexuelle Nötigung, sexueller Missbrauch oder Vergewaltigung. In einigen Staaten der Welt gelten oder galten unter anderem auch Homosexualität, Sexualpraktiken des BDSM und andere Devianzen als Delinquenz.
Bei der Frage, welche psychischen Störungen funktionale Bedeutung für das Auftreten von Sexualdelinquenz haben können, werden verschiedene Bereiche derzeit untersucht. Dabei handelt es sich „vorrangig um Persönlichkeitsstörungen, Störungen der Impulskontrolle, Paraphilien, soziale Phobien und affektive Störungen, um Alkohol- und Drogenprobleme sowie schließlich um kleinere Gruppen von Menschen, bei denen organische Hintergründe für sexuelle Devianz vermutet werden können.“
Therapien erfolgen häufig unfreiwillig.